# 斎藤綾子
斎藤 綾子（さいとう あやこ、1958年4月7日 - ）は、東京都出身の小説家、エッセイスト。武蔵野美術大学工芸デザイン科卒業。　

## 作風
大学在学中に、雑誌『宝島』に投稿した短編が編集部の目に留まり、同誌上で『性体験時代』というタイトルで連載が始まる。1981年、それらをまとめた『愛より速く』（刊行当時は『愛より速く 二十三歳、性の自叙伝』というタイトルでJICC出版局より出版、現在は新潮文庫）が出版。その赤裸々な性体験の告白で、世間に衝撃を与えたが、文体はあくまであっけらかんとして軽妙であり、それは後に続く作品群にも共通している。
自らをバイセクシュアルとカミングアウトしており、レズビアンをモチーフにした作品や、他にもSMなどアブノーマルな性を描いている。女性にも受け入れられているポルノ作家である。
20歳の時に結核を患った経験がある（『結核病棟物語』という小説にしている）。
スキューバダイビングや鯨といった趣味を持ち、小笠原諸島を何度か訪れており、ここを舞台にした作品も書いている。
エッセイのみならず、小説中にも「斎藤綾子」が主人公として登場し、私小説的に読ませる作品が多い。
執筆活動のほかに、雑誌などでコメントを寄せることもあるが、本人がメディアに露出することはほとんどない。

## 著書
- 『愛より速く 二三歳、性の自叙伝』（1981年、JICC出版局）のち新潮文庫
- 『結核病棟物語』（1989年、思想の科学社）のち新潮文庫
- 『ルビーフルーツ　恋愛小説集』（1992年、双葉社）のち新潮文庫
- 『スタミナ！』（1995年、毎日新聞社）のち幻冬舎文庫
- 『ヴァージン・ビューティ』（1996年、新潮社）のち文庫
- 『フォーチュンクッキー』（1998年、幻冬舎）のち文庫
- 『知らない何かに会える島 小笠原リピーター物語』（2000年、愛育社）のち幻冬舎文庫
- 『良いセックス悪いセックス』（2001年、幻冬舎）のち文庫
- 『欠陥住宅物語』（2003年、幻冬舎）のち文庫
- 『ハッスル、ハッスル、大フィーバー!!』（2006年、幻冬舎）「マイウェイ わたしが自分のお墓を作ろうと思った3つの理由」文庫
- 『マイウェイ わたしが自分のお墓を作ろうと思った3つの理由』2007 (幻冬舎文庫)

- 「失われたファルスを求めて　―　木下惠介「涙の三部作」再考」、長谷正人／中村秀之編『映画の政治学』、青弓社、2003年 所収。

## 共著
- 対話　快楽の技術（1993年、学陽書房、伏見憲明共著）のち河出文庫
- 男を抱くということ（2001年、飛鳥新社、亀山早苗、南智子と共著）